# Сын розовой медведицы
«Сын розовой медведицы» — фантастический роман русского советского писателя Чернова Виталия Михайловича, написанный в 1976 году.
В этом романе, который по праву можно поставить на одну полку с книгами Д. Обручева и Сетон-Томпсона, повествуется о казахском ребёнке, волею случая оказавшимся воспитанником медведей, о его приключениях в дикой природе. В романе хорошо отображены жизнь и быт жителей Средней Азии первой половины двадцатого века, ярко и сочно описана природа, живо и естественно изображены характеры героев.
Аркадий Стругацкий в своих рецензиях писал о романе Чернова «Сын розовой медведицы», что, по его мнению, сюжет романа имеет выгодные отличия от других книг схожей тематики, таких, как «Тарзан» Э. Берроуза или «Маугли» Р. Киплинга, так как В. Чернов хорошо знаком с научными взглядами на проблему одичавших людей.

## Сюжет
Действие романа происходит в двадцатых — тридцатых годах двадцатого века, в Средней Азии.
Отряд Красных кавалеристов в предгорьях Джунгарского Алатау преследует басмачей. На привале, перед решающим боем, проводник отряда, местный житель Ибрай, обращает внимание командира на замеченного им вдалеке ребёнка, находящегося в обществе двух медведей. При этом, ребёнок не выглядит напуганным, а весело играет с медведями, дёргая одного из них за ухо. Командир отряда, Фёдор Дунда, весьма изумлён такой картиной, но не имеет возможности изучить этот странный случай. Проводник Ибрай припоминает, что около трёх лет назад, во время кочевья, его брат со своей женой погиб от чумы, а их ребёнок, двухлетний мальчик Садык, пропал и так и не был обнаружен.
Но ребёнок не погиб и не был растерзан дикими зверями. Обитающая в тех местах медведица, недавно потерявшая медвежонка, подобрала мальчика, унеся его в своё логово. Вначале Садык боялся медведицу, но, впоследствии, привык к ней и к её самцу (Полосатому Когтю), став им приёмным сыном. Двухлетний ребёнок, едва начавший осваивать навыки речи, вскоре позабыл о людях, зато хорошо научился повадкам зверей, ассимилировавшись в дикую природу. Добродушные медведи всячески помогали своему приёмышу стать полноправным членом медвежьей семьи.
Через несколько лет, после окончания Гражданской войны, Фёдор Дунда, вернувшись к мирной жизни, занялся научной деятельностью, став сотрудником института мозга и преподавая на кафедре. Дунда не забыл о том странном случае и намерен исследовать виденного им одичавшего ребёнка. Тем более, что как-то от знакомого местного аптекаря приходит письмо, в котором упоминается, что местные пастухи видели в тех местах дикого человека.
Дунда понимает, что ему едва ли придётся рассчитывать на существенную помощь Академии Наук, и потому Фёдору приходится самостоятельно заниматься поисками дикого мальчика. Только старый друг Дунды, Николай Скочинский, решает вместе с ним отправится в исследовательскую экспедицию. Также к экспедиции присоединяется девушка, студентка Дина. Вначале Фёдор отказывает ей, считая, что риск в походе слишком велик для молодой женщины, но, поддавшись уговорам Скочинского, допускает её к участию в походе.
Прибыв на место, участники экспедиции узнают, что, оказывается, там уже несколько лет ходят слухи о появившемся в тех местах злом духе — Жалмауызе — пожирателе людей, имеющего вид голого человека и напускающего на жителей страшные болезни, такие как чума, холера. Местные опасаются его, избегая посещать местность, где видели Жалмауыза, а мулла табуирует те места, как проклятые Аллахом. Только храбрый охотник-медвежатник Кара-Мерген, пренебрегая запретом, решает отправиться в район обитания Жалмауыза, с целью добыть медведей. Но охота оказывается несчастливой. Кара-Мерген, выследив молодого медведя, стреляет в него, но из его шкуры (как кажется Кара-Мергену), вылезает Жалмауыз и кидается за ним! Кара-Мерген, потеряв голову от страха, бросив ружьё, бросается наутёк. Охотник понимает, что оказался в тупиковой ситуации, ведь местные, узнав, что он потревожил покой Жалмауыза, могут сурово расправиться с ним, посчитав Кара-Мергена виновником нередко происходящих в тех местностях эпидемий. Не зная, как быть, он обращается за помощью к знакомому русскому учителю, прося у него совета.
Именно в тот момент экспедиция Дунды озабочена подбором хорошего проводника из местных. К их разочарованию, Ибрай, на которого они рассчитывали, отказывается их сопровождать, объяснив, что этот поход может вызвать крайнее недовольство местных жителей. Ибрай рекомендует им скрывать истинную цель похода от местных.
От знакомого учителя Дунда узнаёт про попавшего в затруднительное положение охотника, и предлагает Кара-Мергену быть их проводником, объяснив ему, что Жалмауыз, которого так боятся местные жители, это, скорее всего, потерявшийся племянник Ибрая. Кара-Мерген соглашается стать проводником, так как поимка Садыка докажет всем, что никакого Жалмауыза, насылающего болезни, не существует.
Помощь такого опытного медвежатника, как Кара-Мерген, как нельзя кстати, ведь он — один из лучших охотников в округе, на его счету сорок убитых медведей, он знает нравы и повадки этих животных.
Оказавшись у того места, где Кара-Мерген видел Садыка, экспедиция обнаруживает разбитое ружьё (мультык) Кара-Мергена, и его разодранный малахай.
Члены экспедиции решают для начала исследовать Садыка в его естественной среде обитания, попытавшись понять, как же произошло, что медведи не убили ребёнка, а выкормили его.
Прибыв в долину, экспедиция обнаруживает там несомненные следы обитания дикого ребёнка, и слышит его крик — протяжный звук, похожий на слово Хуги, впоследствии решив именно так и прозвать одичавшего мальчика.
В один из дней, Кара-Мерген направляется за продуктами, но возвращается с пустыми руками и избитый. Как выяснилось, зять местного бая, Абубакир, собрав друзей и родственников, отправился следом за экспедицией, подозревая, что учёные хотят потревожить покой страшного Жалмауыза. Поймав Кара-Мергена, Абубакир побил его плёткой, потребовав, чтобы он сообщил членам экспедиции, что им следует немедленно убираться из табуированных мест.
Дунда и Скочинский крайне возмущены этим. Николай решает отправиться вместе с Кара-Мергеном к ним, чтобы объяснить преследователям, что никакого Жалмауыза не существует, а есть всего лишь мальчик Садык, волею случая оказавшийся в дикой природе, и что не следует мешать учёным, изучающим этот странный случай. Скочинский уверен, что справится с этой миссией, ведь ему ранее удавалось, являясь в качестве парламентёра к басмачам, убеждать их прекратить сопротивление.
Прибыв к преследователям, Скочинский пытается объясниться с ними, но те ничего не желают слушать. Николай дерзко и насмешливо разговаривает с преследователями, в результате чего, между Абубакиром и Скочинским возникает конфликт. Байский зять, не сдержавшись, выхватывает из-под полы обрез и убивает Скочинского, также погибает попытавшийся убежать Кара-Мерген.
Соратники байского зятя возмущены убийством, ведь им было известно только, что нужно просто предупредить русских учёных, чтобы они не посещали запретные места. Но Абубакир говорит им, что если кто-то попытается выдать, то по советским законам, расстрела не избежать им всем… Преследователи ожидают, когда явятся Дунда и Дина, чтобы убить и их, но прождав напрасно длительное время, так и не увидели их. Преследователи решили, что Жалмауыз сам расправился с нарушителями своего покоя.
А Дина и Дунда попадают ночью под грозу и решают переждать её в пещерке. Но происходит обвал, пещера оказывается замурованной. Фёдор и Дина, полюбившие к тому времени друг друга, оказались заживо погребены и погибли. Поиски экспедиции, расспросы местных не дали результатов, власти решили, что экспедиция погибла в горах от стихийных сил. Вскоре попытки розыска пропавших были прекращены, ведь точный маршрут экспедиции никому не был известен, а район поисков был слишком огромен.
Прошло четырнадцать лет. Садык к тому времени стал юношей, но по прежнему боится людей и ведёт дикий образ жизни, с ним произошло за это время множество различных приключений, благодаря своей силе, ловкости и природной сообразительности, он стал полноправным хозяином диких гор и тех мест, расправившись и со стаей волков, и со снежным барсом, а также приручил волчонка, сделав его своим помощником на охоте.
Сын Ибрая, Ильберс (двоюродный брат Садыка- Жалмауыза), вырос, выучился и стал известным молодым учёным, кандидатом наук, проживая в городе со своим отцом.
В один из дней, к Ибраю явился его земляк — бедный пастух из селения. Ибрай весьма рад старому знакомому, но тот говорит, что принес плохие вести, но хочет их рассказать только в присутствии Ильберса. Ибрай и Ильберс, выслушав гостя, поражены, ведь, оказывается, экспедиция Дунды была убита, и не кто иной, как гость, был соучастником убийства! Как он рассказал, муки совести, довлеющие над ним всё это время, окончательно сожгли ему душу, и он решил, наконец, покаяться…
Несмотря на строгие законы гостеприимства, Ильберс вынужден сообщить о происшедшем в милицию. Гость, а также, байский зять и другие соучастники, оказываются арестованными и всё рассказывают. Обнаружены останки Скочинского и Кара-Мергена, но преступники утверждают, что не убивали Дунду и Дину и не знают, что с ними могло произойти.
Ильберс, узнав из обнаруженных записей Скочинского о Садыке, решает организовать экспедицию. Тем более, что благодаря обнаруженной карте Скочинского, становится известно, где именно было место последней стоянки экспедиции Дунды. Ильберс полагает, что его долг — спасти своего ставшего дикарём двоюродного брата, а также разузнать, что случилось с Фёдором и Диной. В поисковую экспедицию входят Ильберс и его учитель Сорокин.
Исследуя те места, поисковики издали видят Садыка и обнаруживают заваленную пещеру. Вернувшись за подмогой, им удаётся разрыть завал, обнаружив трупы Дунды и Дины и их дневники, а также записи, сделанные Фёдором в предсмертные минуты жизни, в которых мужественный учёный описал обстоятельства трагедии и последние наблюдения за одичавшим ребёнком.
Ильберс намерен изловить своего двоюродного брата, дабы изучить его и помочь ему вновь стать членом человеческого общества. Облава увенчалась успехом, Садык оказывается пойман. Связанный Садык переживает  сильнейший шок и стресс. Ильберс, изучив последние записи Дунды, осознаёт, что его попытка насильственного возвращения Садыка к людям обречена на провал, и что необходимо продолжить изучение одичавшего человека только в дикой природе, постепенно приучая его к людям, как и рекомендовал в своих записях Дунда. Опасаясь, что Садык может умереть от шока, Ильберс отпускает его на волю. Вскоре началась Великая Отечественная война, ушедший добровольцем Ильберс погиб, а дальнейшая судьба Садыка остаётся неизвестной.

## Критика
- Аркадий Стругацкий. Рецензия на научно-фантастический роман Виталия Чернова «Сын Розовой Медведицы» (477 стр.)[6][8]

## Публикации романа
- Чернов В. — Сын розовой медведицы. М.: Детская литература, 1976 — С. 288. — 75 000 экз. ил.; Художник В. Высоцкий;[9][10]
- Чернов В. — Сын розовой медведицы. М.: Детская литература, 1988 — С. 288. —  100 000 экз. Рисунки В. Высоцкого.[11][12]
- Чернов В. — Сын розовой медведицы. М.: Мир книги: литература, 2008 — С. 270. —  ил. —  ISBN 978-5-486-02510-5  .[13][14]
- Чернов В —  Сын розовой медведицы. М. Фантастический роман. Издательство «Молодая Гвардия» 1988.[15]